# Abutilon grantii
Abutilon grantii är en malvaväxtart som beskrevs av Adrianus Dirk Jacob Meeuse. Abutilon grantii ingår i släktet klockmalvor, och familjen malvaväxter. Inga underarter finns listade i Catalogue of Life.